# Чаннукул, Ваннарат
Ваннарат Чаннукул (тайск. วรรณรัตน์ ชาญนุกูล)(родился 8 марта 1949 года в Накхон Ратчасима) —  тайский врач и политический деятель. Является лидером Партии национального развития. С 2008 по 2011 год был министром энергетики в кабинете Абхисит Ветчачива, с 2011 по 2012 год занимал пост министра промышленности в кабинете Йинглак Чинават. Доктор Ваннарат Чаннукул награждён Орденом белого слона и Орденом короны Таиланда.

## Биография
Тайский политический деятель Ваннарат Чаннукул родился 8 марта 1949 года в городе Накхон Ратчасима.
По окончании школы (тайск. รวมใจไทย) изучал медицину в университете Чулалонгкорн, потом изучал право в Открытом университете Сухотай Тамматират, после окончания Открытого университета продолжил своё образование в Гавайском университете, получив там степень магистра в области здравоохранения. Впоследствии работал врачом в больнице Махарадж Накхон Ратчасим.
В 1992 году Ваннарат был избран в парламент от Партии национального развития, чтобы представлять там провинцию Накхонратчасима Таиланда. В парламент Ваннарат Чаннукул переизбирался пять раз. С 2004 по 2007 год был членом партии " Thai Rak Thai Party" — партии премьер-министра Таксина Чинавата, пока правительство было свергнуто военными, после чего Конституционный суд распустил партию. Партийная фракция Ваннарата объединилась с партией "тайцев" (Thais United) (тайск. รวมใจไทย) в целях формирования Тайской партии национального развития.
В последующем, партийная фракция во главе с Ваннарат объединилась с "тайцами", сформировав  Тайскую партию национального развития. Ваннарат стал министром энергетики в правительстве Сомчай Вонгсават. Министром энергетики  Ваннарат проработал в течение трёх месяцев, пока мелкие партии не разбили их коалицию с Тайской партией национального развития. В результате этого, таиландский  политический деятель Абхисит Ветчачива занял пост премьер-министра. В этой должности он проработал с 15 декабря 2008 года по 5 августа 2011 года. В ходе этих событий Ваннарат оставался своём на своём посту министра энергетики.
Готовясь к всеобщим выборам 2011 года, Ваннарат объединил Объединённую партия национального развития с партией Пуэ-Пандин, чтобы сформировать партию Chart Pattana Puea Pandin, которую он сейчас и возглавляет.
После выборов 2011 года Ваннарат Чаннукул возглавил партию, работающую в коалиции с партией Пхыа Тхаи и 9 августа 2011 года был назначен министром промышленности в кабинете Йинглак Чиннават. В январе 2012 года он, по состоянию здоровья, попросил отставку у премьер-министра. 18 января 2012 года в ходе кадровых перестановок, он был заменён на г-на Pongsavas Svasti.
Ваннарат женат на Темцири Чаннукул, учительнице средней школы, сестре бывшего министра энергетики Пунпирома Липтапанлопа, предшественника Ваннарата.  Ваннарата и Темцири Чаннукула воспитывают сына.

## Награды
Доктор Ваннарат Чаннукул был награждён Орденом белого слона и Орденом короны Таиланда.
- Лента рыцаря Великий Кордон возвышенного ордена Белого слона
- Лента рыцаря Великий Кордон благородного ордена Короны Таиланда[4]